# Gastel·lo
Gastel·lo (en rus: Гастелло) és un poble de l'óblast de Sakhalín, a l'Extrem Orient de Rússia, que el 2013 tenia 868 habitants. Pertany al districte de Poronaisk.